# Bitvy českých dějin

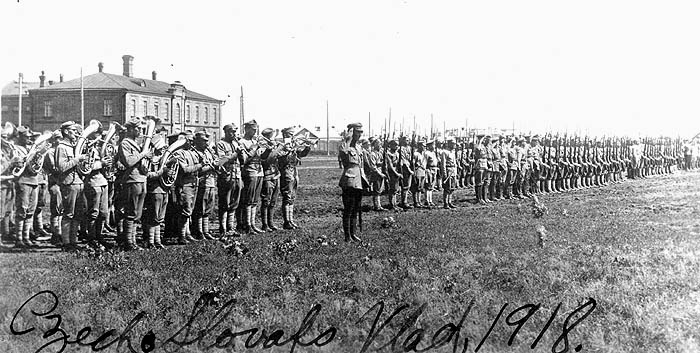
Českoslovenští legionáři v Rusku

Bitvy, boje a válečné operace patří v českých dějinách k tématu, jehož výklad byl ve 20. století ovlivněn různými pohledy na historii. Rozporná či zkreslující stanoviska poplatná době se týkala zejména období husitských válek, účasti českých vojáků v rakousko-uherské armádě či působení československých legií za obou světových válek. Přehled důležitých bitev začíná vznikem českého státu, kdy v bojích válčili zejména králové, jejich šlechtici a družiny. Pokračuje ve vrcholném středověku, kdy se postupně začínali do bojů zapojovat i námezdní žoldnéři a kdy se čeští bojovníci stali "dobrým zbožím." Důležitý přelom v dějinách bitev nastal roku 1649, kdy císař Ferdinand III. ustanovil, že má určitá část žoldnéřů zůstat trvale v činnosti, tedy i v době míru, což bylo počátkem vzniku stálé armády. I v habsburské, resp. rakousko-uherské armádě tvořili její významnou část odvedenci z českých zemí, přičemž se jednalo procentuálně o tolik mužstva, kolik činilo procento jednotlivých národů habsburské monarchie. Např. roku 1914 tvořili Češi v počtu obyvatelstva i v počtu řadových příslušníků armády 13%, u důstojníků z povolání byla situace horší, Češi tvořili pouze 4,8%, drtivá většina důstojníků byla německé a maďarské národnosti. V první světové válce prokázali Češi své schopnosti jak v řadách rakousko-uherské armády, tak v zahraničních legiích, a po návratu prokázali svoje umění při bojích s maďarskými bolševiky na Slovensku či v československo-polské válce. V předválečné době byla československá armáda připravena k boji, ovšem politická reprezentace rozhodla jinak. Avšak i v období 2. světové války došlo v zahraničí ke vzniku československých vojenských jednotek, které se postavily v boji proti nepříteli. 